# 東京都道305號芝新宿王子線

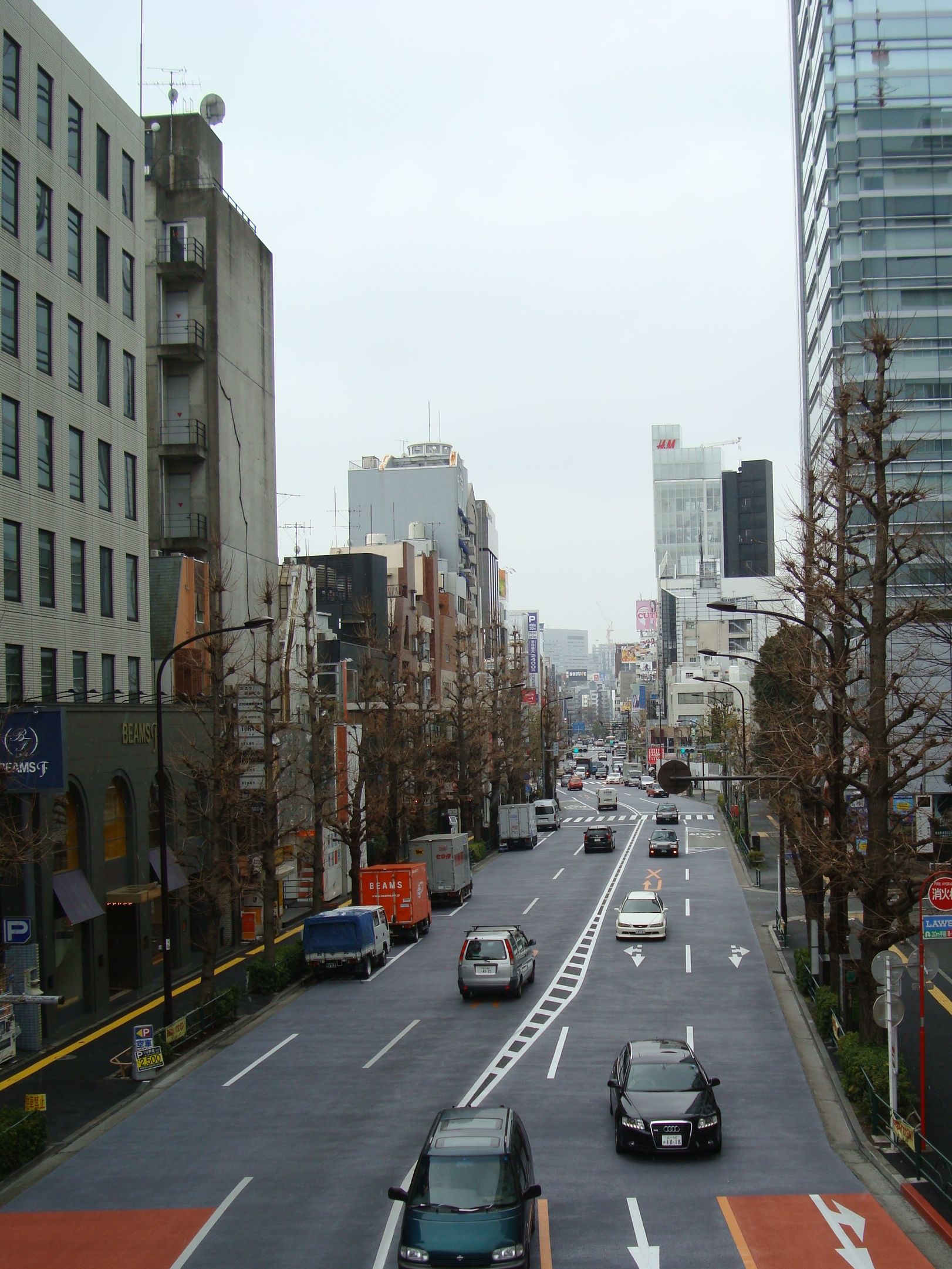
原宿附近（明治通）

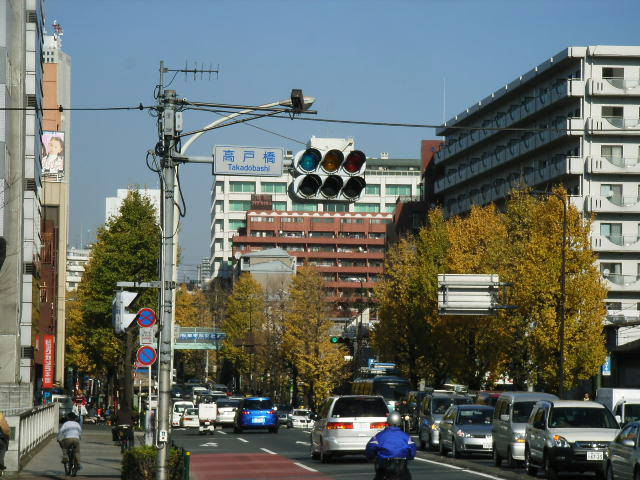
新宿區與豐島區境（2004年12月）

東京都道305號芝新宿王子線是連結日本東京都港區與北區的都道（主要地方道）。連接池袋、新宿、澀谷、惠比壽，交通量大的幹線道路。

## 概要
南北貫穿池袋、新宿、澀谷、惠比壽等地區。過去曾規劃在新宿站現道東側建設繞道（環狀第5之1號線），並於2010年動工，預定、預定2020年開通。從豐島區目白1丁目至澀谷站，地下有東京地下鐵副都心線通過。

## 起點・終點
- 起點　白金一丁目交差點：與國道1號（櫻田通）交會
- 終點　飛鳥山交差點：與東京都道455號本鄉赤羽線（日语：東京都道455号本郷赤羽線）（本鄉通）交會、連接國道122號（明治通）

## 通過的自治體
- 東京都
  - 港區
  - 澀谷區
  - 新宿區
  - 豐島區
  - 北區

## 一般名稱
- 白金北里通（白金北里通り）： 起點～惠比壽三丁目交差點
- 惠比壽通（恵比寿通り）： 惠比壽三丁目交差點～惠比壽一丁目交差點
- 駒澤通（駒沢通り）： 惠比壽一丁目交差點～澀谷橋交差點（東京都道416號古川橋二子玉川線（日语：東京都道416号古川橋二子玉川線）的重複區間）
- 明治通（明治通り）： 澀谷橋交差點～終點

## 重複區間
- 惠比壽一丁目交差點～澀谷橋交差點（駒澤通（日语：東京都道416号古川橋二子玉川線））
- 新宿三丁目交差點～新宿五丁目交差點（東京都道4號東京所澤線、東京都道5號新宿青梅線（重複））
- 西巢鴨交差點 - 終點：國道122號

## 連接、交會的主要道路
由北開始 
| 交會道路                                                 | 交會道路                                                 | 交差點名 | 交差點名     |
| -------------------------------------------------------- | -------------------------------------------------------- | -------- | ------------ |
| 國道122號（明治通）                                      | 東京都道455號本鄉赤羽線                                  | 北區     | 飛鳥山       |
| 國道17號（中山道、白山通）                               | 國道17號（中山道、白山通）                               | 北區     | 西巢鴨       |
|                                                          | 東京都道436號小石川西巢鴨線（宮仲公園通）                | 豐島區   | 上池袋       |
| 國道254號（春日通） 東京都道435號音羽池袋線              | 國道254號（春日通） 東京都道435號音羽池袋線              | 豐島區   | 池袋六又陸橋 |
| （Green通）                                              | （Green通）                                              | 豐島區   | 池袋東口     |
| 東京都道8號千代田練馬田無線（目白通）                    | 東京都道8號千代田練馬田無線（目白通）                    | 豐島區   | 千登世橋下   |
| 東京都道8號千代田練馬田無線（新目白通）                  | 東京都道8號千代田練馬田無線（新目白通）                  | 新宿區   | 高戶橋       |
| 東京都道·埼玉縣道25號飯田橋石神井新座線（早稻田通）      | 東京都道·埼玉縣道25號飯田橋石神井新座線（早稻田通）      | 新宿區   | 馬場口       |
| 東京都道・·埼玉縣道25號飯田橋石神井新座線（諏訪通）      | 東京都道・·埼玉縣道25號飯田橋石神井新座線（諏訪通）      | 新宿區   | 諏訪町       |
| 東京都道433號神樂坂高圓寺線（大久保通）                  | 東京都道433號神樂坂高圓寺線（大久保通）                  | 新宿區   | 大久保2丁目  |
| 東京都道302號新宿兩國線（職安通）                        | 東京都道302號新宿兩國線（職安通）                        | 新宿區   | 新宿7丁目    |
| 東京都道4號東京所澤線、東京都道302號新宿兩國線（靖國通） | 東京都道4號東京所澤線、東京都道302號新宿兩國線（靖國通） | 新宿區   | 新宿5丁目東  |
| 國道20號（甲州街道）                                     | 國道20號（甲州街道）                                     | 新宿區   | 新宿4丁目    |
| 東京都道414號四谷角筈線 首都高速4號新宿線                | 東京都道414號四谷角筈線 首都高速4號新宿線                | 澀谷區   | 北參道       |
| 東京都道413號赤坂杉並線（表參道通）                      | 東京都道413號赤坂杉並線（表參道通）                      | 澀谷區   | 神宮前       |
| 國道246號（玉川通、青山通）                              | 國道246號（玉川通、青山通）                              | 澀谷區   | 澀谷站東口   |
|                                                          | 東京都道416號古川橋二子玉川線（明治通）                  | 澀谷區   | 澀谷橋       |
| 東京都道416號古川橋二子玉川線（駒澤通）                  | 本線                                                     | 澀谷區   | 惠比壽1丁目  |
| 東京都道418號北品川四谷線（外苑西通、環狀4號線）         | 東京都道418號北品川四谷線（外苑西通、環狀4號線）         | 澀谷區   | 惠比壽3丁目  |
| 國道1號（櫻田通）                                        | 國道1號（櫻田通）                                        | 港區     | 白金1丁目    |

## 周邊設施
北起
- 飛鳥山停留場
- 櫻丘中學校、高等學校（日语：桜丘中学校・高等学校 (東京都)）
- 北區立瀧野川第二小學校（日语：北区立滝野川第二小学校）
- 大正大學
- 淑德巢鴨中學校、高等學校（日语：淑徳巣鴨中学校・高等学校）
- 巢鴨中學校、高等學校（日语：巣鴨中学校・高等学校）
- 豐島區役所
- 池袋站
- 池袋PARCO
- 池袋購物園區（日语：池袋ショッピングパーク）
- 雜司谷站
- 學習院大學
- 豐島區立千登世橋中學校
- 學習院下停留場
- 戶塚警察署
- 西早稻田站
- 新宿區立西早稻田中學校（日语：新宿区立西早稲田中学校）
- 新宿北郵便局
- 早稻田大學西早稻田校區
- 新宿區立西戶山中學校（日语：新宿区立西戸山中学校）
- Cosmic Center（コズミックセンター）
- 東新宿站
- 伊勢丹新宿本店
- 新宿三丁目站
- 新宿站
- 高島屋新宿店
- 東急手創館新宿店
- 新宿御苑
- 北參道站
- 澀谷區立千駄谷小學校（日语：渋谷区立千駄谷小学校）
- 原宿警察署
- La Foret原宿
- 明治神宮前站
- 澀谷教育學園澀谷中學校、高等學校（日语：渋谷教育学園渋谷中学校・高等学校）
- 澀谷站
- 澀谷警察署
- LIFE（日语：ライフコーポレーション）澀谷東店
- 惠比壽站
- 港區立神應小學校（日语：港区立神応小学校）
- 北里大學藥學部
- 港區立朝日中學校（日语：港区立朝日中学校）
- 港區立三光小學校（日语：港区立三光小学校）
- 白金高輪站

## 關連項目
- 東京都道一覽
- 東京地下鐵13號線